# Lentigo lentiginosus
Espèce
Synonymes
- Strombus lentiginosus, Linnaeus, 1758

Lentigo lentiginosus est une espèce de mollusques gastéropodes marins de la famille des Strombidae.

## Description
C'est un gros coquillage (7-11 cm), à la coquille spiralée et épaisse. L'intérieur est crème ou jaune pâle, le bord de la coquille présentant des bandes alternées brunes et blanches. L'extérieur de la coquille est recouvert d'épibiontes dans la nature, mais une fois nettoyée des motifs bruns apparaissent sur un fond clair. Les yeux sont gros et pédonculés, et sortent facilement inspecter les environs quand l'animal est manipulé.

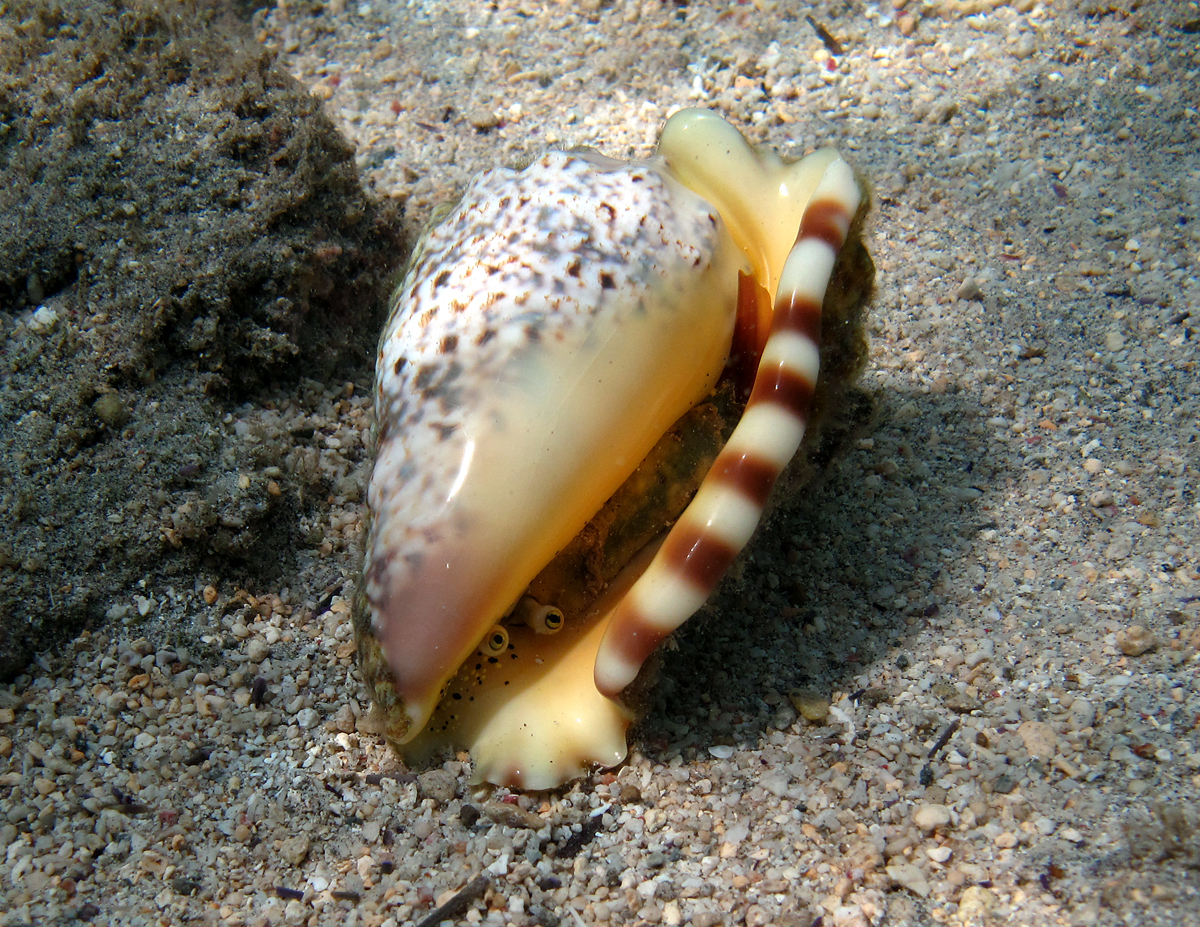
Spécimen vivant à La Réunion
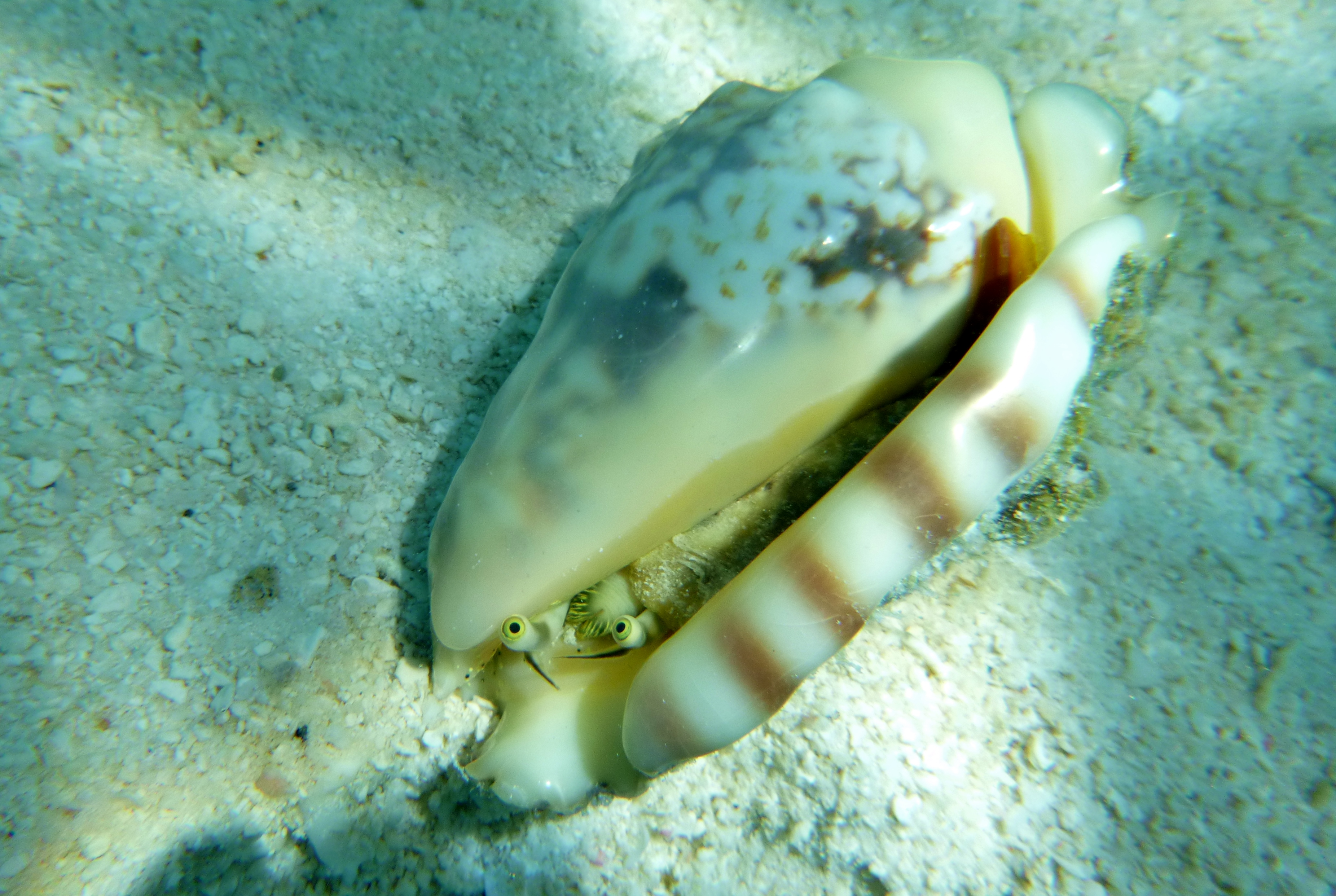
Aux Maldives
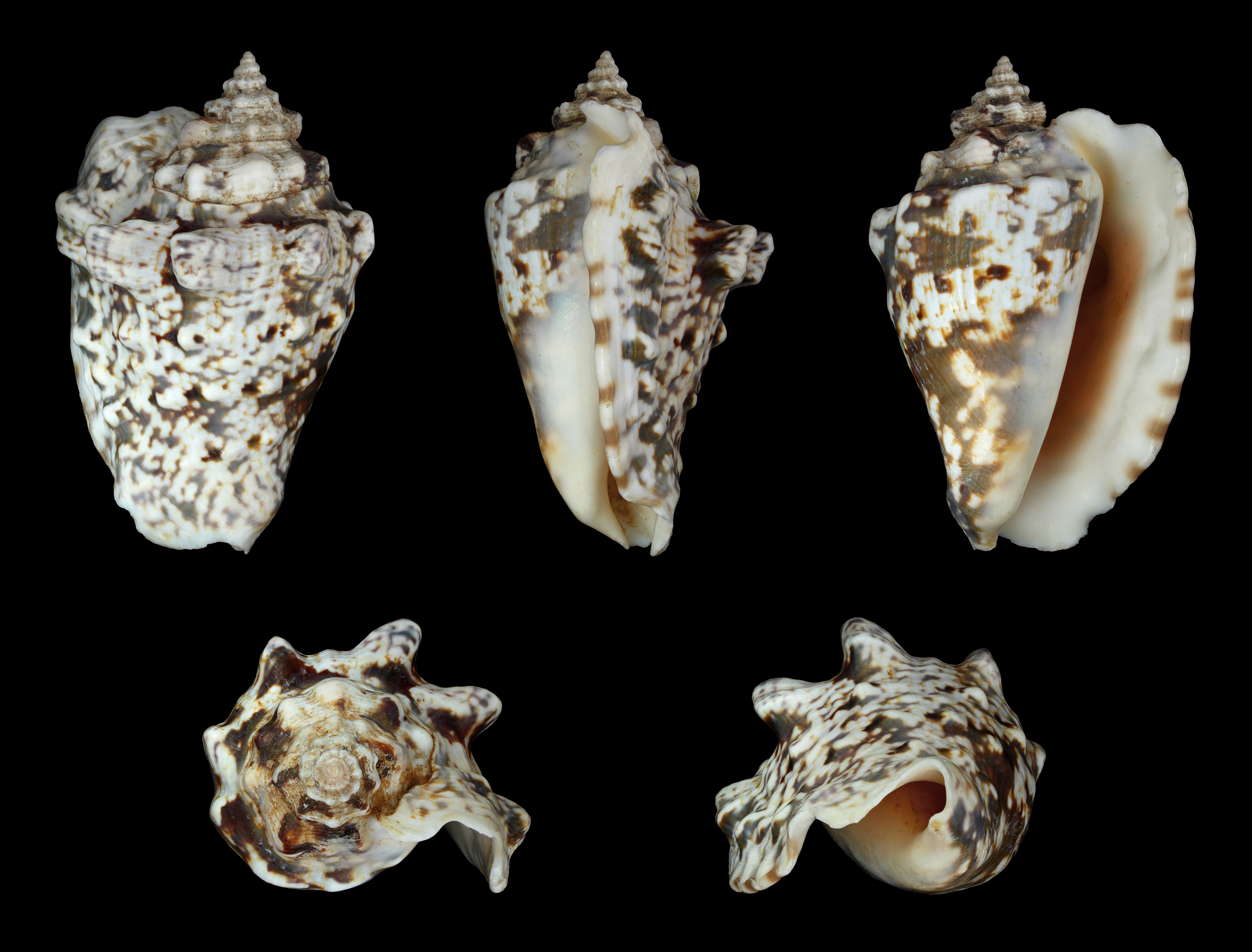
Coquille
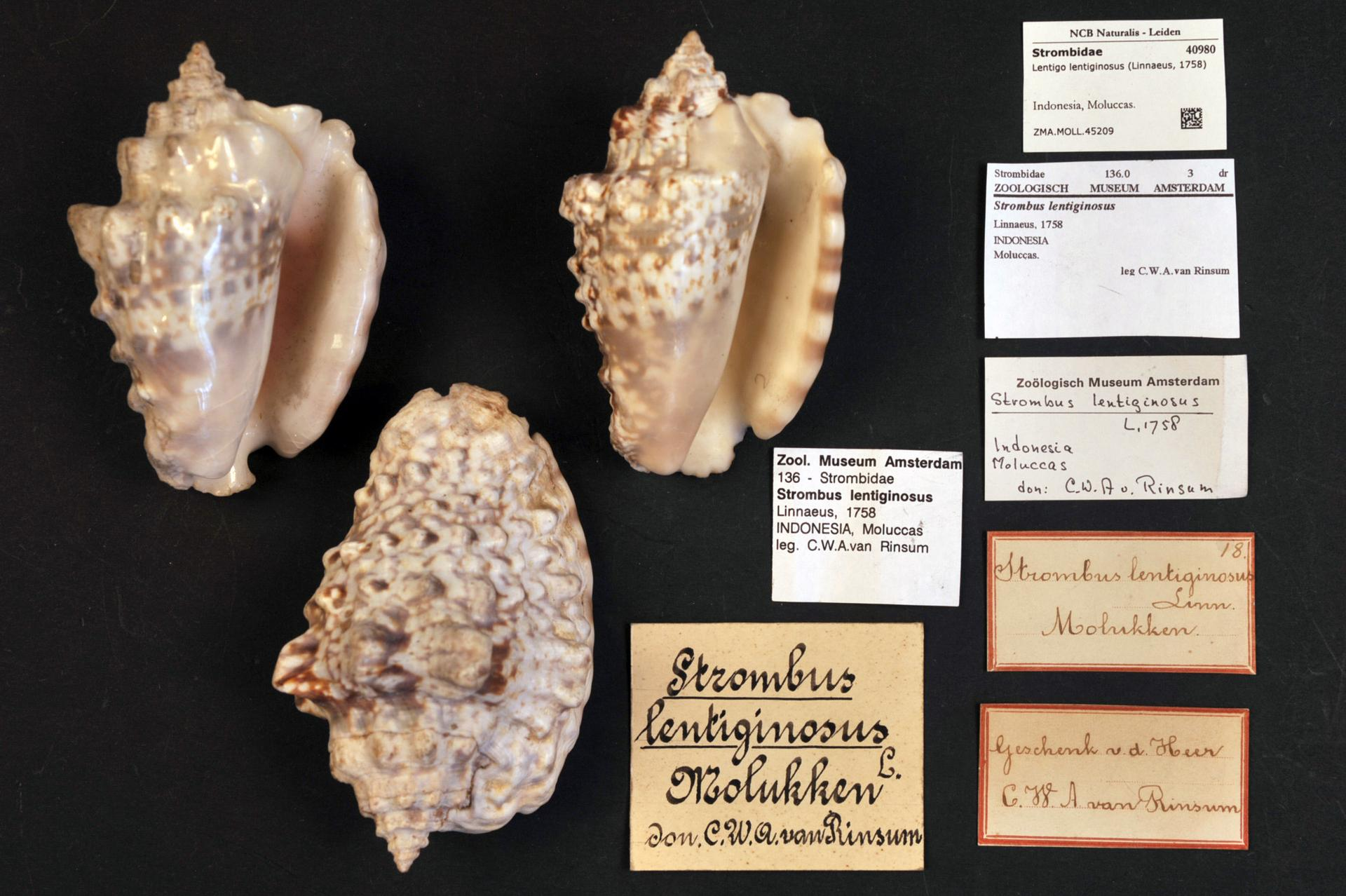
Au musée

Les bandes sombres sur la lèvre de la coquille sont caractéristiques de cette espèce, mais se retrouvent chez certains autres strombes comme Euprotomus bulla.

## Habitat et répartition
C'est une espèce récifale, inféodée aux récifs de corail de l'Indo-Pacifique tropical, où elle vit principalement dans les premiers mètres de profondeur. 
On la retrouve de la côte est-africaine à la Polynésie, en passant par les Maldives, les Mascareignes, et toute la région indonésienne. 

## Philatélie
Ce coquillage figure sur une émission de Wallis et Futuna de 1984 (valeur faciale : 22 f) sous la description : Strombus lentiginosus.